# Nubra
Nubra je řeka v nejsevernější části Ladaku v Indii. Je přibližně 100 km dlouhá.

## Průběh toku
Řeka pramení z několika splazů ledovce Siačen na Linii kontroly s Gilgitem - Baltistánem, jež náleží k Pákistánu. Protože na tomto ledovci probíhaly těžké boje mezi indickou a pákistánskou armádou, je velká část údolí uzavřená. Od ledovce teče na jih, kde se vlévá do řeky Šajók jako jeden z jejich nejvýznamnějších přítoků. Soutok se nachází asi 150 km severně od hlavního města Ladaku Léhu.

## Využití
Turisté mohou navštívit pouze oblast okolo soutoku obou řek. Oblast je přístupná díky silnici, která z Léhu vede přes jedno z nejvyšších vysokohorských sedel Khardung La a je přístupná pouze na speciální povolení, které je možné získat v Léhu. V údolí řeky je možné navštívit dvě větší osady:
- Sumur s významným buddhistickým klášterem
- Panamik s horkými prameny.

Další dvě významné osady jsou:
- Diskit s nejvýznamnějším klášterem v oblasti
- Hundar s písečnými dunami (a velbloudy).